# دوري أذربيجان الممتاز 2010–11
دوري أذربيجان الممتاز 2010–11 (بالأذرية: Azərbaycan Premyer Liqası 2010/2011)‏ هو الموسم 19 من دوري أذربيجان الممتاز. أقيم خلال الفترة 7 أغسطس 2010 وحتى 28 مايو 2011، وأشرف على تنظيمه اتحاد أذربيجان لكرة القدم، وكان عدد الأندية المشاركة فيه 12، وفاز فيه نادي نيفتشي باكو.